# Lošinj Open 2021
Il Lošinj Open 2021 è stato un torneo maschile tennis professionistico. È stata l'unica edizione del torneo, facente parte della categoria Challenger 80 nell'ambito dell'ATP Challenger Tour 2021, con un montepremi di 44 820 $. Si è svolto dal 18 al 24 ottobre 2021 sui campi in terra rossa della Ljubicic Tennis Academy di Lussingrande, in Croazia.

## Partecipanti

### Teste di serie
| Nazionalità | Giocatore            | Ranking* | Testa di serie |
| ----------- | -------------------- | -------- | -------------- |
| Italia      | Marco Cecchinato     | 82       | 1              |
| Spagna      | Carlos Taberner      | 116      | 2              |
| Slovacchia  | Andrej Martin        | 120      | 3              |
| Serbia      | Nikola Milojević     | 136      | 4              |
| Slovenia    | Blaž Rola            | 177      | 5              |
| Italia      | Alessandro Giannessi | 185      | 6              |
| Regno Unito | Jay Clarke           | 195      | 7              |
| Francia     | Mathias Bourgue      | 201      | 8              |

* Ranking al 4 ottobre 2021.

### Altri partecipanti
I seguenti giocatori hanno ricevuto una wild card per il tabellone principale:
- Victor Vlad Cornea
- Anthony Genov
- Mili Poljičak

I seguenti giocatori sono entrati in tabellone come alternate:
- Raul Brancaccio
- Álvaro López San Martín
- Aldin Šetkić

I seguenti giocatori sono passati dalle qualificazioni:
- Nicolás Álvarez Varona
- Arjun Kadhe
- Georgii Kravchenko
- Filip Misolic

## Campioni

### Singolare
Carlos Taberner si è aggiudicato il titolo per walkover in finale su  Marco Cecchinato.

### Doppio
Andrej Martin /  Tristan-Samuel Weissborn hanno sconfitto in finale  Victor Vlad Cornea /  Ergi Kırkın con il punteggio di 6–1, 7–6(5).